# Електронне видавництво
Електро́нне видавни́цтво (е-видавництво, e-publishing house) — охоплює всі форми публікації і наступного розповсюдження будь-яких матеріалів з використанням електронних засобів. Прикладами засобів розповсюдження є електронна пошта, факс, електронні газети, сайти. В інтернеті широко відома технологія публікації документів, посібників, тощо в так званому .pdf-форматі.